# Victor Vermorel
Victor Vermorel est un homme politique et industriel français né le 29 novembre 1848 à Beauregard (Ain) et mort le 13 octobre 1927 à Villefranche-sur-Saône (Rhône). Sénateur du Rhône de 1909 à 1920, il était aussi constructeur de machines agricoles. Auteur d'ouvrages sur le vin et la vigne, il fut président du Comice Agricole et viticole du Beaujolais et directeur de la Station viticole de Villefranche.

## Biographie
Fils d'Antoine Vermorel, inventeur du tarare qui sépare le grain de son enveloppe. On lui doit l'invention de « l'éclair » : un pulvérisateur (l'éclair) dorsal et manuel qui porte son nom, passé dans le langage courant. Fait entièrement de cuivre, il sert à la pulvérisation de la bouillie bordelaise contre le mildiou.
Victor Vermorel fonda l'entreprise Vermorel spécialisée dans la métallurgie, à Villefranche-sur-Saône. Dès 1893, il créa sa société pour la fabrication de machines agricoles.
Passionné par la traction automobile, en 1908, il conçoit un véhicule pour la compétition, qu'il engage dans la course de côte du mont Ventoux, la plus dure épreuve existant alors. La Vermorel arrive en tête et remporte à nouveau la victoire, quelques jours après au mont Pilat. Le premier modèle fut une 12/14 HP à 4 cylindres séparés. Quant aux véhicules les plus vendus, ce furent une 12 HP de 2,2 litres, une 15 HP de 2,6 litres et une 23 HP de 1,5 litre, sortis de ses usines en 1911. Il fit aussi des recherches en aviation. En vingt ans, son entreprise employa 1 200 ouvriers sur les 20 000 habitants de la Calade.
Décidé par ses succès de produire des véhicules automobiles en série, il confia son projet à son fils Édouard et se consacra, dès lors, à la politique. Il acquit le Château de l'Éclair à Liergues.
La crise économique déstabilisa Automobiles Vermorel qui ferma en 1930. De plus, son fils Édouard n'était pas réellement intéressé par l'entreprise paternelle, contrairement à son petit-fils Tito qui aurait pu sauver les établissements Vermorel. Mais la Seconde Guerre mondiale le fit engager dans la résistance et il rejoignit le Vercors.
Sa demeure de Villefranche-sur-Saône, décorée dans le style art déco, est en cours d'aménagement pour une ouverture au public.

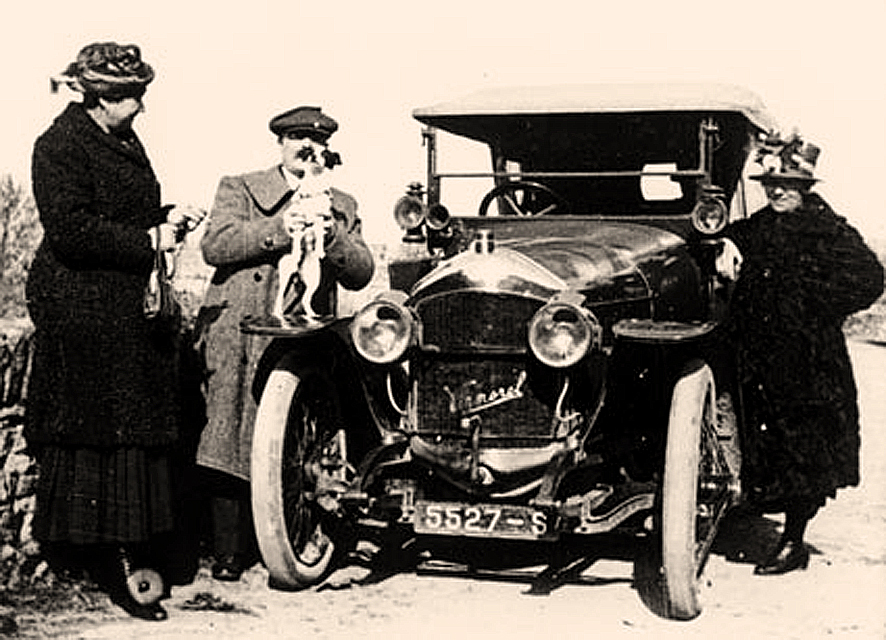
Victor Vermorel et sa Vermorel 1908.
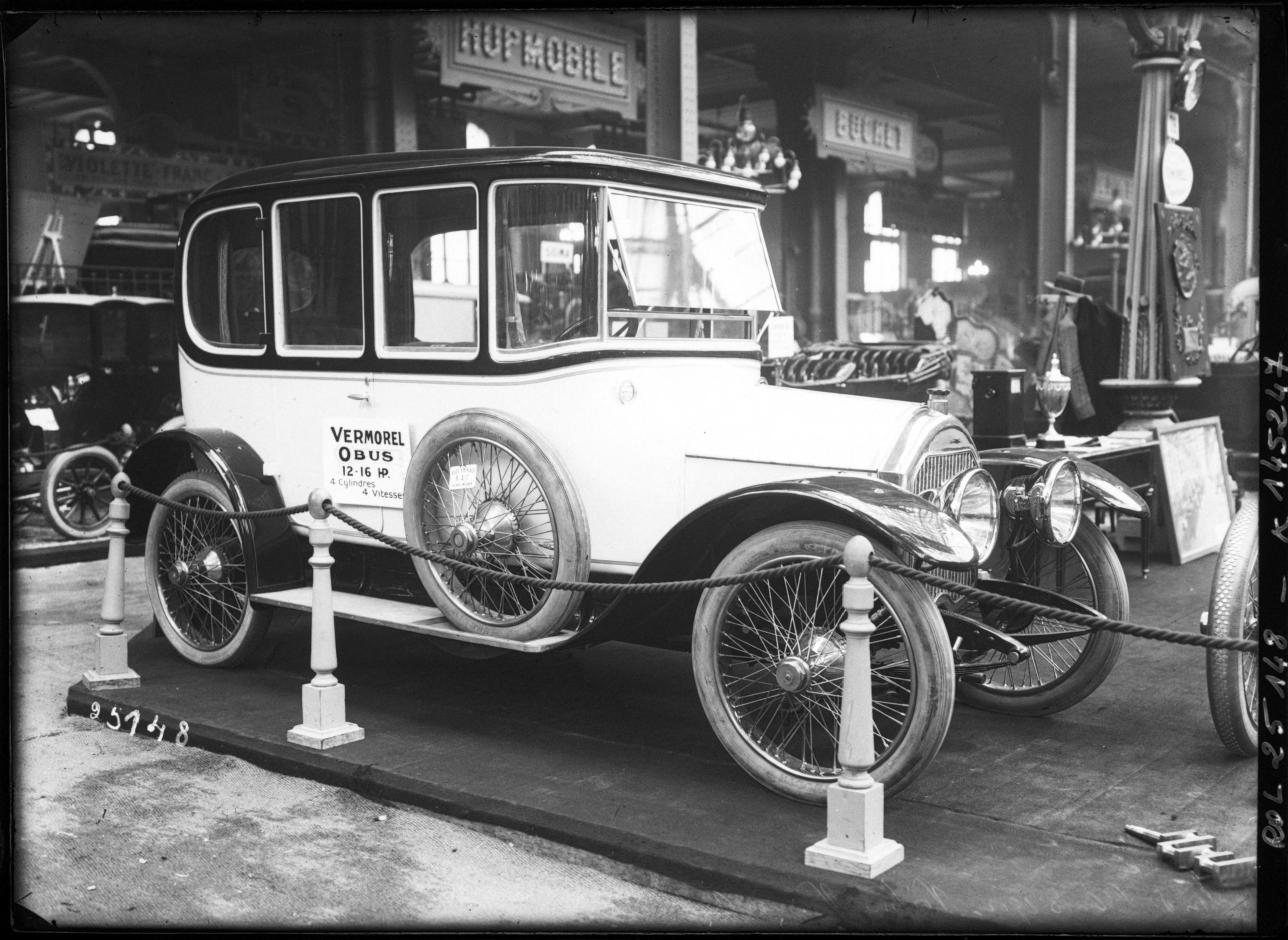
Une automobile Vermorel au Salon de l'auto de 1912.
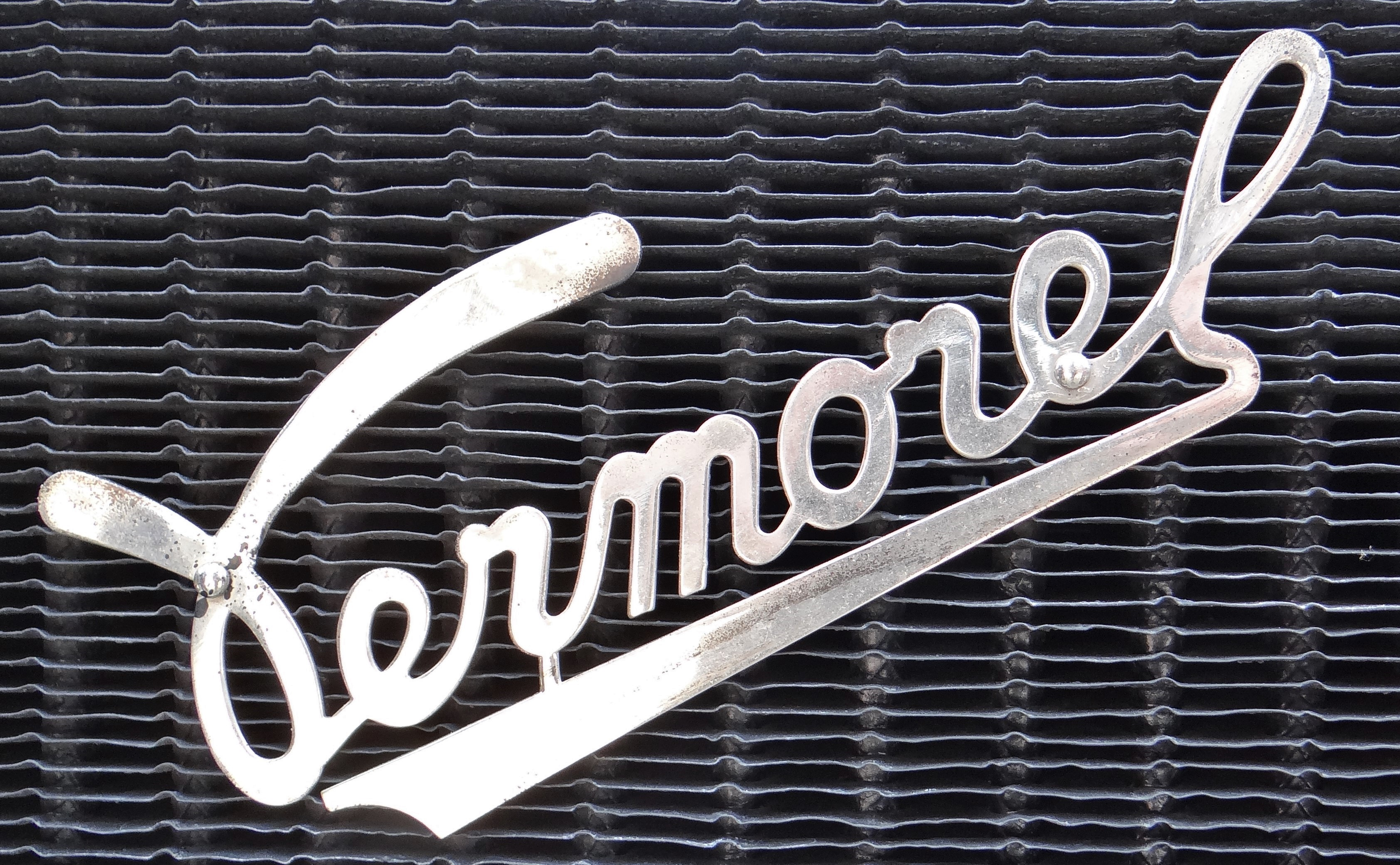
Logo des voitures Vermorel.
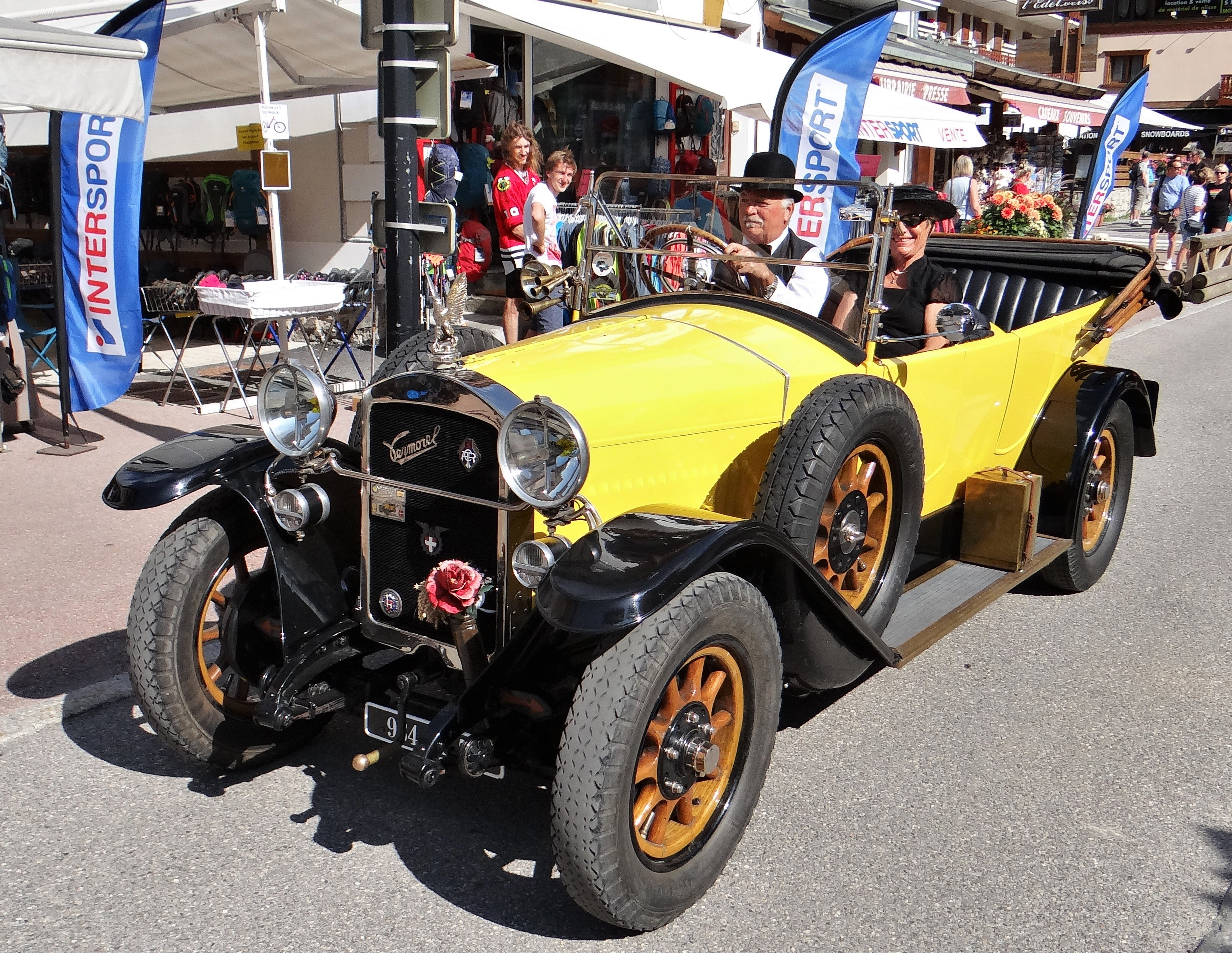
Voiture ZX circulant en 2019.
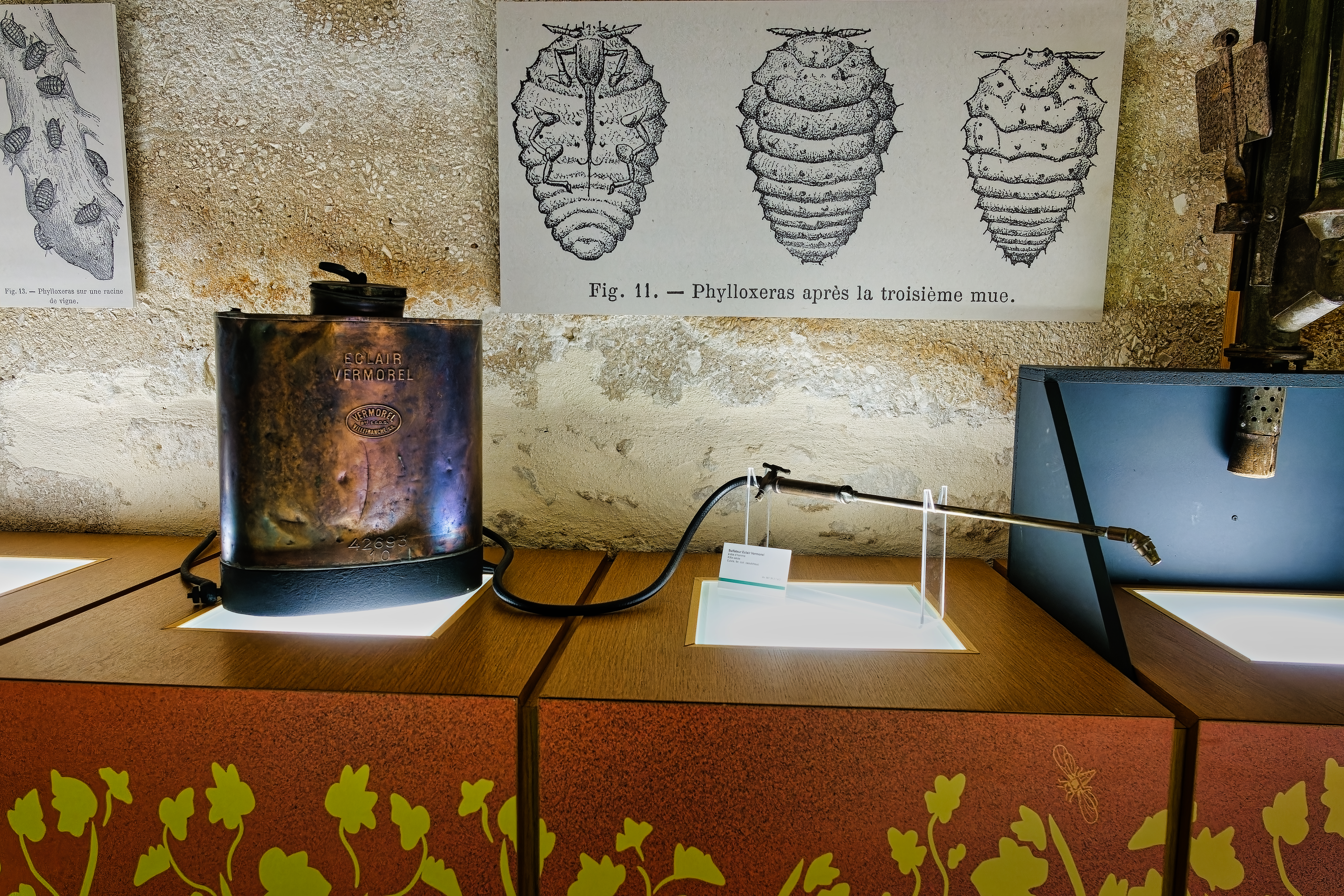
Pulvérisateur l'éclair

## L'Ampélographie Viala et Vermorel
Les travaux de Pierre Viala, tant à l'École nationale d'agriculture de Montpellier et à l'Institut national agronomique de Paris lui sont connus. Il décide de l'aider financièrement à publier de 1901 à 1909, son Ampélographie. Traité général de viticulture en sept volumes. Cet ouvrage, aujourd'hui mondialement connu, comporte 500 planches de cépages dues aux illustrateurs Alexis Kreyder et Jules Troncy. L'Ampélographie Viala et Vermorel est rééditée par Jeanne Laffitte en 1991.

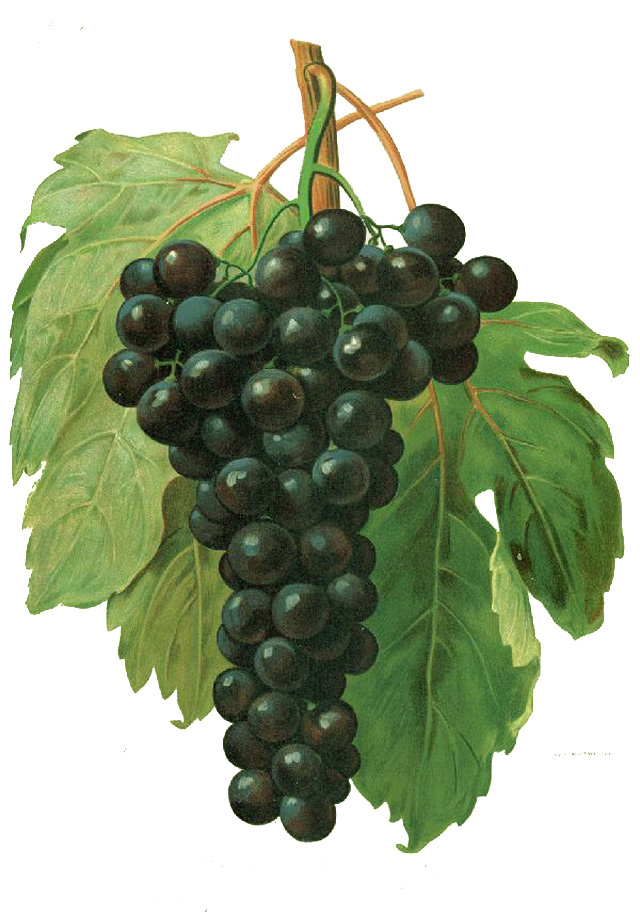
Alphonse Lavallée.
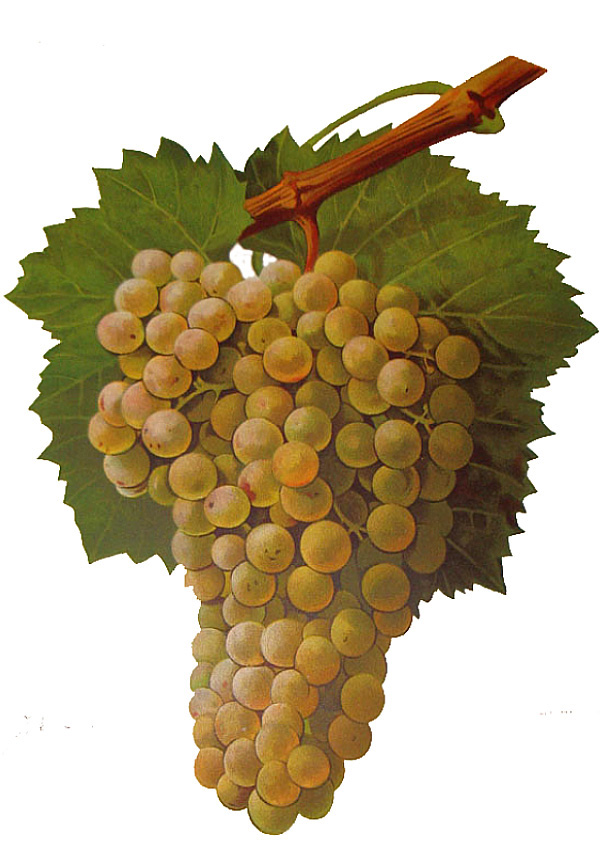
Gros bourgogne.
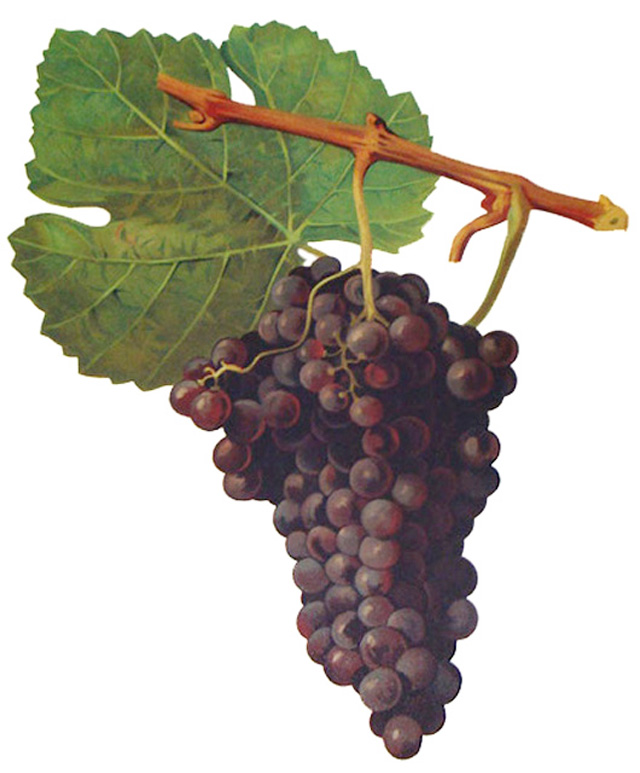
Herbemont.
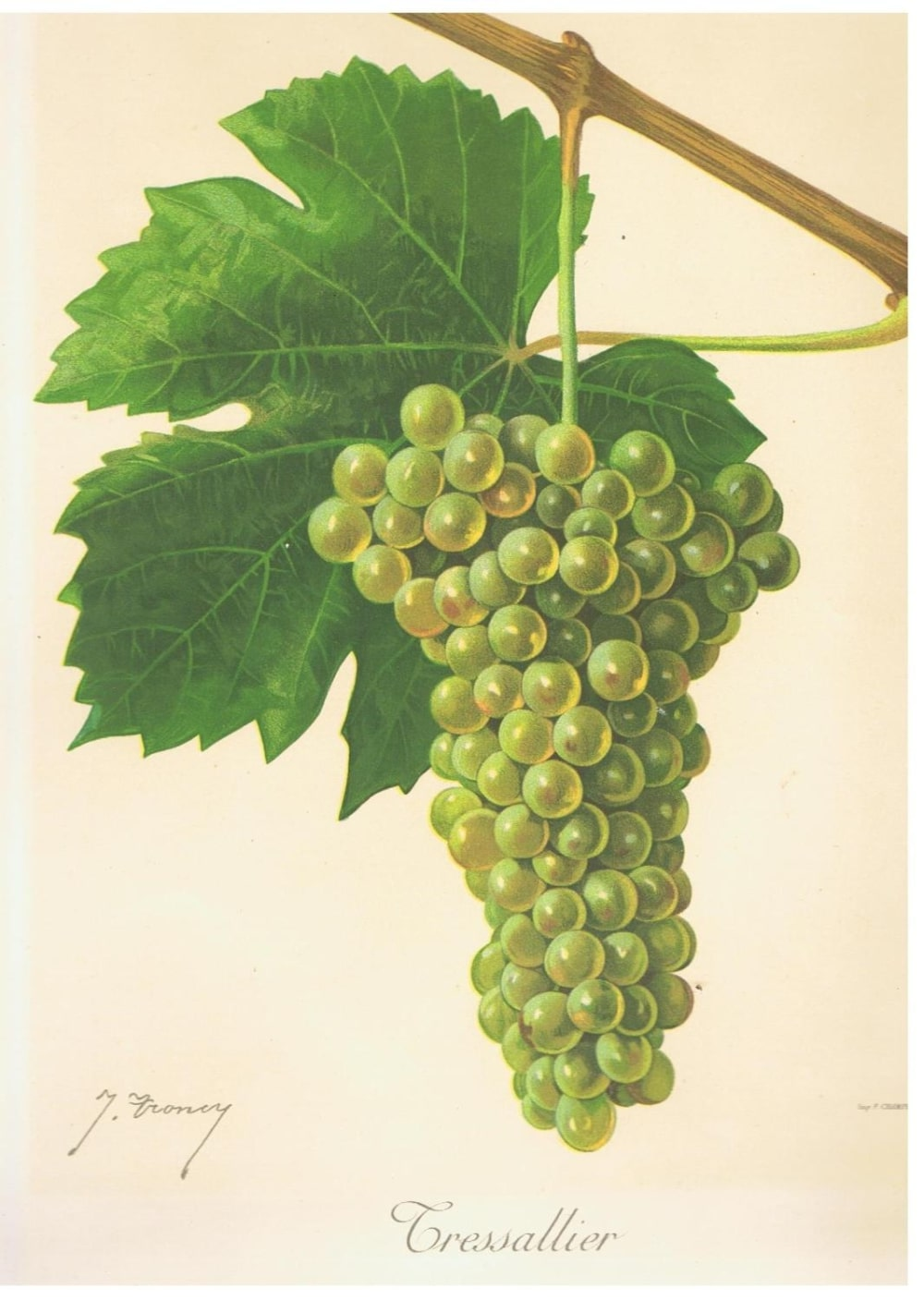
Tressallier.

## Distinctions
- Commandeur de la Légion d'honneur par décret du 31 août 1923[2].

## Publications
- Le Vigneron moderne. Établissement et culture des vignes nouvelles, Montpellier, Coulet et Paris, Masson, 1890 (avec la coll. d'E. Bender).
- Revue trimestrielle de la Station viticole de Villefranche (Rhône). Résumé des travaux des laboratoires et champs d'expériences de M. V. Vermorel en 1889, Villefranche, 1889-1891.
- Destruction du silphe opaque et des vers blancs, Villefranche, 1897.
- Note sur l'emploi du sulfure de carbone en grande culture, Villefranche, s.d.
- Les pièges lumineux et la destruction des insectes nuisibles, Montpellier, 1902.
- Sur les bouillies anticryptogamiques mouillantes.
- Le mildiou de la vigne. Guide pratique des traitements, Montpellier et Villefranche, s.d.
- Notes sur les préparations insecticides, fongicides et bouillies mouillantes, Villefranche.
- Catalogue Vermorel. Matériel agricole et viticole, (vers 1925).

## Sources
- « Victor Vermorel », dans le Dictionnaire des parlementaires français (1889-1940), sous la direction de Jean Jolly, PUF, 1960 [détail de l’édition].